# 祖式通治
祖式 通治（そしき みちはる）は、江戸時代の武士。毛利氏の家臣で、長州藩士。家格は大組、770石。父は祖式就信。

## 生涯
万治2年（1659年）、長州藩士である祖式就信の嫡男として生まれる。寛文7年（1668年）に父の就信が死去したことで後を継ぎ、毛利綱広、吉就、吉広、吉元の四代に仕える。
正徳3年（1713年）1月25日、病を理由として隠居を願い出て許される。享保7年（1722年）5月8日に死去。享年64。後を嫡男の兼正が継いだ。